# Mary Robinson
Mary Therese Winifred Robinson, Máire Mhic Róibín på iriska, född 21 maj 1944 i Ballina, County Mayo, är en irländsk politiker och jurist som var republiken Irlands första kvinnliga president 1990–1997. Mellan 1997 och 2002 var hon FN:s högkommissarie för mänskliga rättigheter, mellan 1969 och 1989 var hon en senator för University of Dublin och mellan 2008 och 2010 var hon ordförande i Internationella Juristkommissionen. Robinson besegrade Fianna Fáils kandidat Brian Lenihan och Fine Gaels kandidat Austin Currie i det irländska presidentvalet 1990 och blev därmed den första partilösa kandidaten nominerad av Arbetarpartiet, Workers' Party och partilösa senatorer. Robinson var den första folkvalda presidenten som inte hade stöd av Fianna Fáil.
Hon anses ha vitaliserat och liberaliserat det tidigare konservativa irländska presidentskapet. Hon avgick två månader före slutet av sin mandatperiod 1997 eftersom hon erbjudits att bli högkommissarie för mänskliga rättigheter i FN. Hon satt som högkommissarie fram till 2002 och bildade därefter Realizing Rights: the Ethical Globalization Initiative, som avvecklades 2010.
Robinson är idag ordförande för IHRB (Institute for Human Rights and Business), och var universitetskansler för University of Dublin mellan 1998 och 2019. Hon gästföreläser runt om i världen på olika universitet om mänskliga rättigheter. Utöver det är hon medlem i Mo Ibrahim Foundation, en organisation som stödjer bra styrning och ledarskap i Afrika. Hon har också varit en av de europeiska medlemmarna av Trilaterala kommissionen.
2004 tilldelades Robinson Amnesty Internationals Ambassador of Conscience Award för sitt arbete med mänskliga rättigheter.

## Biografi
Mary Robinsons båda föräldrar var läkare, Aubrey Bourke från Ballina och Tessa Bou§rke från Carndonagh. Efter grundskolan studerade Mary Bourke i en katolsk skola i Dublin.
Hon utbildade sig först vid Trinity College och King's Inns i Dublin. Därefter studerade hon juridik vid Harvard i USA. Hon blev advokat 1967 och två år senare professor vid Trinity College. 1970 gifte hon sig med Nicholas Robinson, även han jurist från Trinity College. Robinson var protestant och hennes katolska föräldrar motsatte sig bröllopet, men accepterade så småningom hennes giftermål.

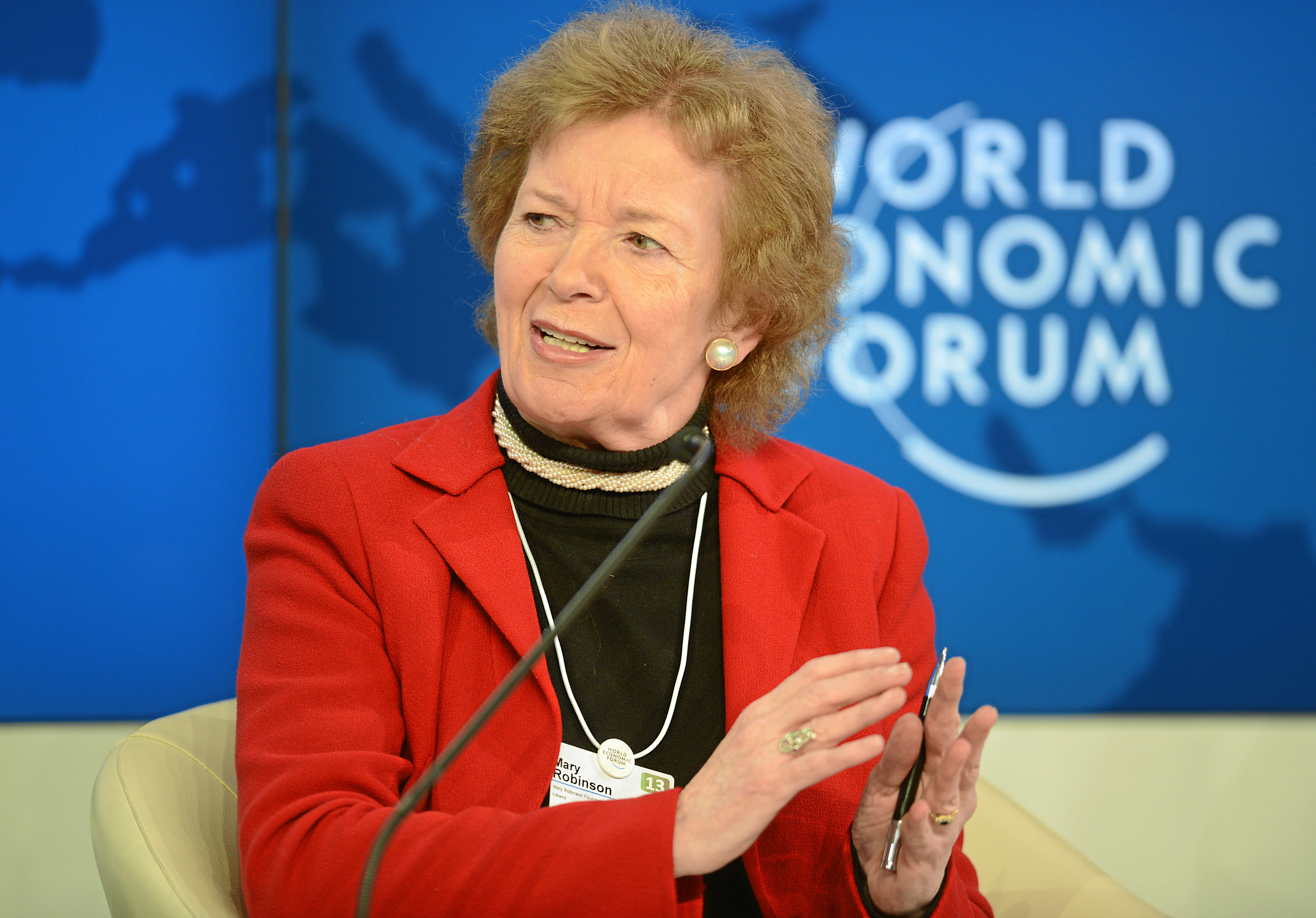
Mary Robinson vid World Economic Forum 2013

## Politiskt engagemang
Robinson valdes in i Irlands parlament och verkade för kvinnors rättigheter och rätten till familjeplanering. Detta väckte många känslor och hon fick inte längre tala i katedralen i Ballina. 1990 ställde hon upp i presidentvalet för Labour Party och stöddes av Green Party och Worker's Party. Som president arbetade hon mycket för att modernisera bilden av Irland internationellt, och redan på 1980-talet verkade hon för att kunna legalisera homosexualitet och införa möjligheten till skilsmässa i landet.

## The Elders

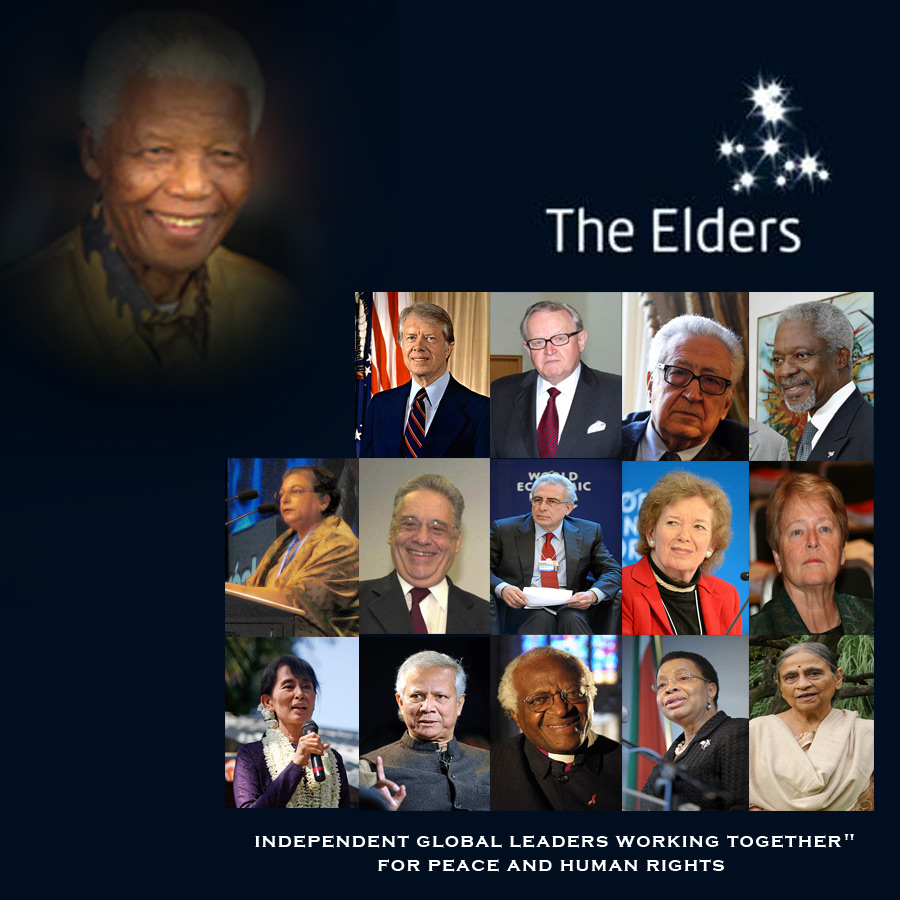
The Elders

Robinson är medlem i den internationella gruppen The Elders, bildad av Nelson Mandela 18 juli 2007. The Elders är en oberoende grupp av globala ledare som arbetar för fred och mänskliga rättigheter. Robinson har särskilt engagerat sig i arbete för kvinnors rättigheter och mot barnäktenskap. Hon har deltagit i resor till Mellanöstern med The Elders delegationer.
Robinson har varit aktiv i Eldergruppens arbete. Hon har rest runt i världen och representerat Eldergruppen till bland annat Elfenbenskusten, Koreahalvön, Etiopien, Indien, Sydsudan och Mellanöstern. I augusti 2014, tillsammans med Jimmy Carter under Gazakriget 2014, signerades och erkändes Hamas som en legitim politisk aktör. Robinson och Carter vädjade till FN:s säkerhetsråd att agera på en situation som beskrevs som inhumana förhållanden i Gaza och ett mandat till att stoppa Blockaden av Gaza.
Den 1 november 2018 tillsattes Robinson som ordförande för The Elders sedan Kofi Annan avlidit tidigare samma år.

## Presidentskap
Robinsons installationsceremoni som den sjunde presidenten av Irland skedde den 3 december 1990. Hon sågs som en populär president och prisades av Brian Lenihan. Hon övertog en politisk position och blåste nytt liv i rollen. Hon var den första irländska presidenten att resa till Storbritannien för att träffa Drottning Elizabeth, drottningmodern vid Buckingham Palace. Hon välkomnade besök av den brittiska kungafamiljen, som Prins Charles, prins av Wales, till sin officiella bostad Áras an Uachtaráin.
Som president signerade Robinson två markanta lagändringar som hon kämpat för under hela sin politiska karriär: en lag för att liberalisera lagen om tillgänglighet av preventivmedel; och en lagändring som helt avkriminaliserar homosexualitet.

### Avgång
Robinson avgick som president den 12 september 1997, två månader före sin mandatperiods slut, och ersattes av presidentkommissionen för Irland. I presidentvalet som hölls två månader därefter vann Mary McAleese som blev Irlands andra kvinnliga president. Mary Robinson avgick för att tacka ja till jobbet som högkommissionär för FN.

## Priser och utmärkelser (urval)
- 1998 – Four Freedoms Award
- 2000 – Félix Houphouët-Boigny Peace Prize
- 2003 – Otto Hahns Fredsmedalj
- 2004 – Ambassador of Conscience Award från Amnesty International
- 2006 – Prinsessan av Asturiens pris

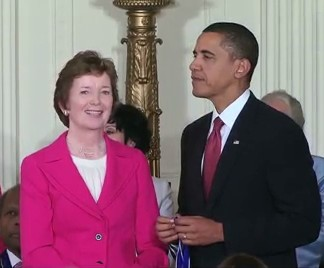
Mary Robinson tilldelades Presidentens frihetsmedalj av Barack Obama.

- 2009 – Presidentens frihetsmedalj
- 2012 – Livingstonemedaljen